# Jan Jacob Verschueren
Joannes Jacobus (Jan Jacob) Verschueren (Kontich, 3 september 1805) was een Belgisch politicus.

## Levensloop
Verschueren was politiek actief te Aartselaar. In december 1863 volgde hij er Jan Luytgaerens op als burgemeester, een functie die hij uitoefende tot september 1872. Zelf werd hij in deze hoedanigheid opgevolgd door Victor van Ertborn. In januari 1876 nam hij de burgemeestersjerp opnieuw over. Hij werd opgevolgd door Jan Frans Ceulemans.
Hij huwde in 1835. Uit dit huwelijk werden twee kinderen geboren.